# Cristiano Bortone
Cristiano Bortone (* 2. Juli 1968 in Rom) ist ein italienischer Filmproduzent, Regisseur und Drehbuchautor.

## Leben
Bortone schloss sein Film- und Fernsehstudium 1991 an der New York University ab. Bereits sein 1990 entstandener Kurzfilm Loisida hatte den Spezialpreis des Bellaria Film Festivals gewonnen; zurück in seinem Heimatland gründete er im Folgejahr die Orisa Produzioni, mit welcher er zahlreiche Filme anderer Regisseure, aber auch eigene Werke, finanzierte. Neben etlichen Dokumentarfilmen und Arbeiten für die Werbung drehte er 1994 seinen ersten Spielfilm.
Sein 1999 entstandener zweiter Film, Sono positivo, behandelte das Thema AIDS in Komödienform, was nicht nur Befürworter fand. Der von ihm produzierte Film Saimirs Entscheidung, den Francesco Munzi 2004 inszenierte, gewann einige Preise bei Festspielen. Schließlich konnte Bortone mit seinem eigenen Rot wie der Himmel im Folgejahr den Premio David Giovani gewinnen.

## Filmografie (Auswahl)

### Regie
- 1999: Sono positivo
- 2006: Rot wie der Himmel (Rosso come il cielo)
- 2024: Mein Platz ist hier (Il mio posto è qui)

### Produktion
- 2004: Saimirs Entscheidung (Saimir)
- 2009: Maria, ihm schmeckt’s nicht!